# Wilhelm Tell (dokumentarfilm)
 For alternative betydninger, se Wilhelm Tell (flertydig). (Se også artikler, som begynder med Wilhelm Tell)
Wilhelm Tell er en dansk dokumentarfilm fra 1952 instrueret af Alice O'Fredericks og Lau Lauritzen Jr..

## Handling
Radiosymfoniorkesteret spiller Rossinis Wilhelm Tell-ouverture under ledelse af Erik Tuxen. Den første af 13 lignende musikkortfilm med radiosymfoniorkesteret.